# 아옐레트 샤케드

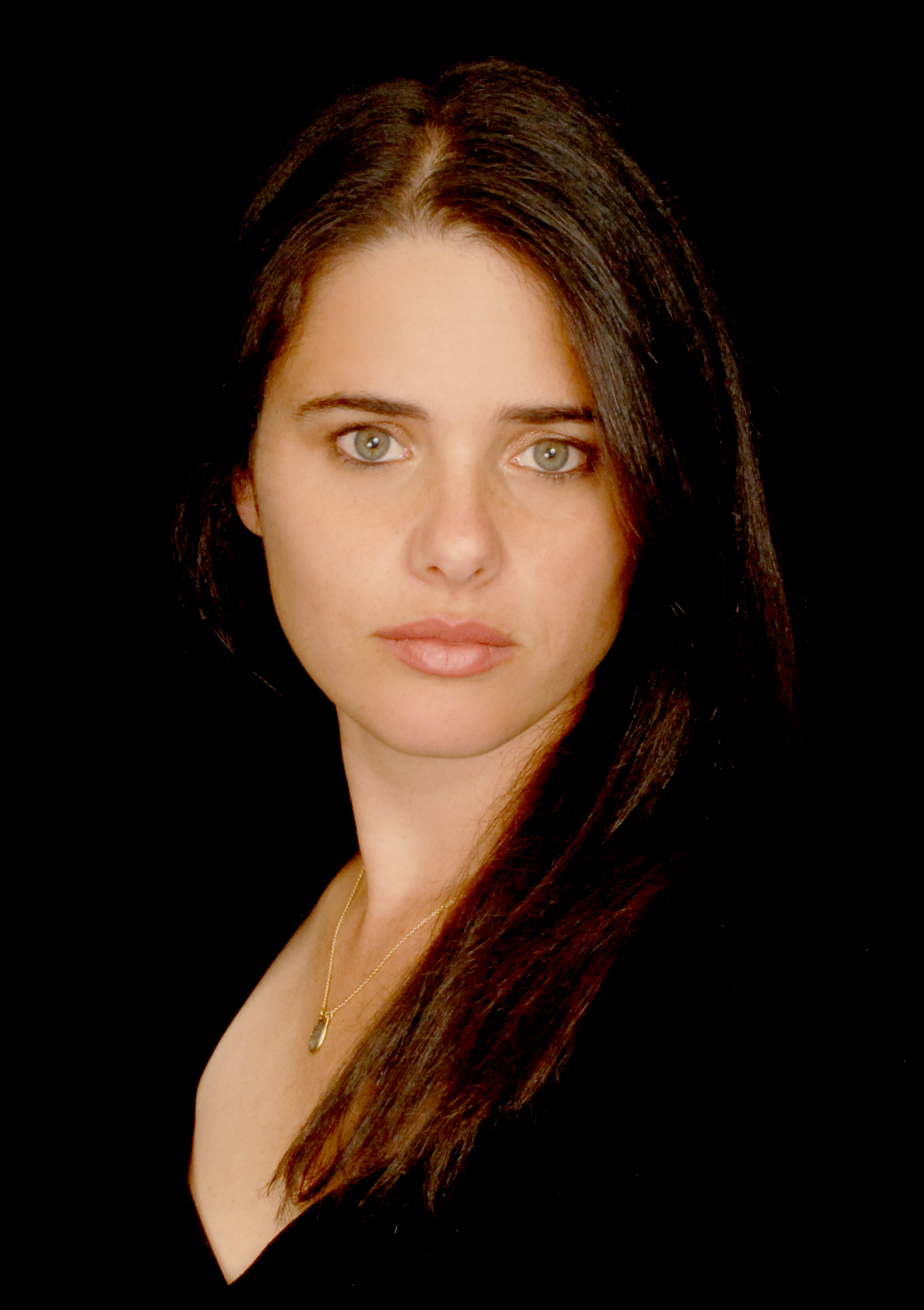
아옐렛 샤케드

아옐레트 샤케드(히브리어: איילת שקד, 1976년 5월 7일 ~ )는 이스라엘의 정치인으로 민족주의, 팽창주의, 자민족중심주의 정당인 유대인의 집(히브리어: הַבַּיִת הַיְהוּדִי)의 당수이다. 2013년부터 국회의원이 되었으며 2015년에는 이스라엘 법무부 장관으로 임명되었다.